# Javier Pérez
Artikeln följer den spanska namnseden; faderns efternamn är Pérez och moderns efternamn Polo.
Javier Pérez Polo, född 11 oktober 1996, är en spansk taekwondoutövare. 

## Karriär
I maj 2019 vid VM i Manchester tog Pérez silver i 68 kg-klassen efter en finalförlust mot brittiske Bradly Sinden. I april 2021 vid EM i Sofia tog han brons i 68 kg-klassen. I juli 2021 vid OS i Tokyo tävlade Pérez i 68 kg-klassen, där han blev utslagen i åttondelsfinalen av egyptiske Abdelrahman Wael.
I maj 2022 vid EM i Manchester tog Pérez silver i 68 kg-klassen efter en finalförlust mot brittiske Bradly Sinden.  I juni 2023 vid europeiska spelen i Kraków-Małopolska tog han guld i 68 kg-klassen efter att Bradly Sinden lämnat återbud i finalen.